# Jacques-Antoine Denoyé
Jacques-Antoine Denoyé (* um 1715; † 19. Juli 1759) war ein katholischer Komponist und Organist, dessen Geburts- und Wirkungsort in Straßburg dokumentiert ist. Er war Organist und Maître de Chapelle am Straßburger Münster, das auch über eine umgebaute Silbermann-Orgel verfügt. Er wird auch im Zusammenhang mit  Saint-Pierre-le-Vieux erwähnt, das ebenfalls über eine Silbermann-Orgel verfügt.

## Lebensdaten
Denoyé war der in Straßburg geborene Sohn des Scherenschleifers Pierre-Humbert Denoyé, der gebürtig aus der Region Savoyen – damals in der Schweiz – war, und seiner Frau Marie-Anne Weiss. Die Taufe fand 1715 in Alt-St. Peter (französisch Saint-Pierre-le-Vieux) in Straßburg statt. Die nächste Erwähnung schon als Organist findet sich 1742 anlässlich der Heirat von Maria Elisabetha Wurm. Im Jahre 1743 wurde ihm das Zunftrecht zugesprochen. 1750 wird er an der Kirche  St-Pierre-le-Jeune als Organist geführt, ab 1757 am Straßburger Münster als Symphoniste. 1759 verstarb Denoyé an einem Schlaganfall (hirntritt) und liegt auch in Alt-St. Peter begraben. Anlässlich seines Todes wird ein vierjähriger Sohn namens Frantz-Anton erwähnt. Es wird vermutet, dass Denoyé der Vater des Generals François-Antoine Denoyé (* 2. Juli 1755 in Straßburg; † 9. Dezember 1816 in Paris) sein könnte. Der Sohn wird im Jahre 1778 noch einmal anlässlich des Todes seiner Mutter als Jurastudent in Dürkheim ansässig in den Diensten des fürstlichen Hofes von Sachsen-Coburg erwähnt.

## Werk
Denoyé soll ein umfangreiches Werk hinterlassen haben, das allerdings durch zahlreiche kriegerische Auseinandersetzungen verloren gegangen sein soll. In der königlichen Bibliothek von Stockholm wurde die Messe à Grand Choeur et Symphonie (1758) gefunden, die die den Vermerk „fait à Strasbourg en 7bre 1758 / Denoyé“ trug. Dieses Werk wird als unter dem Einfluss von Jean-Philippe Rameau stehend beschrieben. Vor diesem Werk existiert eine Aufnahme eines Konzertes in Ambronay in 2007, das als CD veröffentlicht wurde, die auch hinsichtlich ihrer Qualität der Interpretation gelobt wird.
Ein angezweifeltes Werk ist Strephon, when you see me fly, das als englische Ballade in dem The musical miscellany 1729–1731 von John Watts angeführt wird. Hier wird ein Jacob-Anthony Denoye als Komponist erwähnt.

## Überregionale Bedeutung
Es gab einen Kontakt des Komponisten zur Familie Silbermann, aus dem ein gemeinsames dokumentatorisches Werk über die Orgeln im Elsass entstand, bei dem Denoyé als Co-Autor erscheint. Im Zusammenhang mit diesem Werk wird zudem ein Johann Josias Silbermann erwähnt als Bearbeiter eines von Denoyé eingereichten Artikels über die Orgel von Alt-St. Peter in Straßburg. Der Untertitel (wovon ich die meisten bey Gelegenheit selbsten gesehen, oder Nachricht davon erhalten habe) lässt darauf schließen, dass Silbermann im Elsass persönlich vor Ort war. Der Kontakt zu dem Erstautor Johann-Andreas Silbermann (1712–1783) wird in der Literatur als freundschaftlich beschrieben. Kontakte zur königlichen Kapelle sollen existiert haben.